# 下帕霍克
下帕霍克，是匈牙利佐洛州所辖的一个村，总面积18.02平方公里，总人口1351，人口密度75.0人/平方公里（2010年1月1日）。